# Висућ
Висућ је насељено мјесто у Лици, у општини Удбина, Личко-сењска жупанија, Република Хрватска.

## Географија
Налази се око 7 км источно од Удбине.

## Историја
У месту је записан 1847. године 1651 Србин православац, а две деценије потом, 1867. године већ их је 1703 душе.
Висућ се од распада Југославије до августа 1995. године налазио у Републици Српској Крајини. До територијалне реорганизације у Хрватској насеље се налазило у саставу бивше велике општине Кореница.

## Култура
У Висућу је сједиште истоимене парохије Српске православне цркве. Парохија Висућ припада Архијерејском намјесништву личком у саставу Епархије Горњокарловачке. У Висућу је постојао српски православни храм Св. Оца Николаја, саграђен 1733. године, а страдао у Другом свјетском рату.

## Становништво
Према попису из 1991. године, насеље Висућ је имало 374 становника, међу којима је било 365 Срба, 1 Хрват, 7 Југословена и 1 остали. Према попису становништва из 2001. године, Висућ је имао 51 становника. Висућ је према попису из 2011. године имао 69 становника.
| Националност       | 1991. | 1981. | 1971. | 1961. |
| Срби               | 365   | 423   | 686   |       |
| Југословени        | 7     | 23    | 15    |       |
| Хрвати             | 1     |       | 4     |       |
| остали и непознато | 1     | 4     | 3     |       |
| Укупно             | 374   | 450   | 708   | '     |

| Демографија | Демографија | Демографија |
| Година      | Становника  | Становника  |
| ----------- | ----------- | ----------- |
| 1971.       | 708         |             |
| 1981.       | 450         |             |
| 1991.       | 374         |             |
| 2001.       | 51          |             |
| 2011.       |             | 69          |

## Попис 1991.
На попису становништва 1991. године, насељено место Висућ је имало 374 становника, следећег националног састава:
| Попис 1991.‍ | Попис 1991.‍ | Попис 1991.‍ | Попис 1991.‍ | Попис 1991.‍ |
| ----------- | ----------- | ----------- | ----------- | ----------- |
|             |             |             |             |             |
| Срби        | Срби        |             | 365         | 97,59%      |
| Југословени | Југословени |             | 7           | 1,87%       |
| Хрвати      | Хрвати      |             | 1           | 0,26%       |
| остали      | остали      |             | 1           | 0,26%       |
| укупно: 374 |             |             |             |             |